# Stazione di Ponte Persica
La stazione di Ponte Persica è una stazione della ferrovia Circumvesuviana, sita nel comune di Pompei e dismessa nel 2017.
Si trova sulla ferrovia Torre Annunziata-Sorrento e deve il nome alla vicina Ponte Persica, frazione del comune di Castellammare di Stabia.

## Storia
La stazione fu inaugurata contestualmente all'attivazione della linea ferroviaria, nel 1932, in una zona quasi completamente disabitata, destinata prevalentemente ad uso agricolo. Con il passare degli anni, nonostante un incremento dell'edilizia abitativa (in particolar modo concentrata nella zona di Schito) e la costruzione di alcuni edifici scolastici, il movimento passeggeri non ha fatto registrare alcun aumento significativo.
Nel 2017, nell'ambito del progetto di raddoppio della linea ferroviaria, la stazione è stata dismessa.

## Strutture e impianti
La stazione disponeva di un'unica banchina a servizio del binario passante e di un fabbricato viaggiatori, abbattuto per consentire il raddoppio della linea.

## Movimento
Nella stazione fermavano i treni diretti con destinazione Napoli e Sorrento.